# NGC 589
NGC 589 es una galaxia espiral (S0-a) localizada en la dirección de la constelación de Cetus. Posee una declinación de -12°2′32″ y una ascensión recta de 1 horas, 32 minutos y 39,9 segundos.
La galaxia NGC 589 fue descubierta en 1886 por Frank Müller.